# آریستا (ویرجینیای غربی)
آریستا (به انگلیسی: Arista) یک منطقهٔ مسکونی در ایالات متحده آمریکا است که در شهرستان مرسر، ویرجینیای غربی واقع شده است. آریستا ۷۵۵٫۹۱ متر بالاتر از سطح دریا واقع شده است.